# Пайн-Айленд (округ Ернандо, Флорида)
Пайн-Айленд (англ. Pine Island) — переписна місцевість (CDP) в США, в окрузі Ернандо штату Флорида. Населення — 62 особи (2020).

## Географія
Пайн-Айленд розташований за координатами 28°34′21″ пн. ш. 82°39′17″ зх. д. / 28.57250° пн. ш. 82.65472° зх. д. (28.572441, -82.654777).  За даними Бюро перепису населення США в 2010 році переписна місцевість мала площу 0,20 км², з яких 0,17 км² — суходіл та 0,04 км² — водойми.

## Демографія
Згідно з переписом 2010 року, у переписній місцевості мешкали 64 особи в 33 домогосподарствах у складі 24 родин. Густота населення становила 317 осіб/км².  Було 57 помешкань (282/км²).
Расовий склад населення:
| - 96,9 % — білих - 3,1 % — чорних або афроамериканців |

До двох чи більше рас належало 0 %. Частка іспаномовних становила 0 % від усіх жителів.
За віковим діапазоном населення розподілялося таким чином: 7,8 % — особи молодші 18 років, 53,1 % — особи у віці 18—64 років, 39,1 % — особи у віці 65 років та старші. Медіана віку мешканця становила 61,3 року. На 100 осіб жіночої статі у переписній місцевості припадало 100,0 чоловіків;  на 100 жінок у віці від 18 років та старших — 96,7 чоловіків також старших 18 років.

Цивільне працевлаштоване населення становило 0 осіб. 